# Bisetocreagris kaznakovi kaznakovi
Bisetocreagris kaznakovi kaznakovi es una subespecie de arácnido del orden Pseudoscorpionida de la familia Neobisiidae.

## Distribución geográfica
Se encuentra en el Tíbet y Nepal.